# Informaticus
Informaticus ist ein von bvm und Braingame Publishing entwickeltes und beim Heureka-Klett-Softwareverlag erschienenes Computerspiel aus dem Jahr 2003. Es gehört zum Genre Point-and-Click-Adventure und ist ein digitales Lernspiel, das Wissen im Bereich der Informatik vermitteln soll.

## Handlung
Auf einer tropischen Insel entdeckt ein Forschungsteam eine große Tempelanlage. Nach einer Benachrichtigung durch eine Zentrale zieht die archäologische Arbeitsgruppe von Jacques Moreau auf diese bisher unentdeckte Insel und erforscht ihre Tempel. Diesem Team folgt der Neffe vom archäologischen Teamleiter Jacques Moreau als Spieler auf die Insel. Durch das Gespräch mit dem Onkel erfährt der Spieler, dass zwei Artefakte für das Institut verschwunden sind, nämlich eine Kristallkugel und ein goldener Zylinder. Deswegen ermutigt Jacques Moreau seinen Neffen, die Insel zu erkunden und dabei in einer Detektivarbeit die Angehörigen des archäologischen Teams auszufragen. Hierfür erhält der Spieler von seinem Onkel Jacques Moreau einen digitalen Wissensspeicher, der mit sehr viel Wissen über die Informatik, die Programmierung und die Kryptographie ausgestattet ist. In den verschiedenen Tempeln wird der Neffe als Spieler sowohl mit den Angehörigen der Arbeitsgruppe als auch mit Maschinen und Apparaturen konfrontiert. Durch eigene Erkundungen erfährt der Spieler von dem Volk der Baitaner, ihrer Chaos-Religion und der sehr hoch entwickelten Informationstechnologie des baitanischen Volkes. Nachdem der Spieler in der Cenote von Georg Levinson eine Falle auslöst und auf diese Weise den Übersetzer Jones unabsichtlich außer Gefecht setzt, suchen der Spieler und sein Onkel konsequent nach einem kriminellen Angehörigen in der eigenen Forschergruppe. Als Jacques Neffe schließlich durch eine Giftschlange in der alten Mühle nahe bei Erik Dennendahl in die Ohnmacht befördert wird, bekommt der Spieler eine Vision. In dieser Vision spricht eine Drachenstatue mit Jacques Neffen und erzählt ihm die gesamte Geschichte von den Baitanern und vom Gott Chaos. Darauf begibt sich der Spieler in Gestalt von Jacques Neffen auf die Suche nach den pentagonalen Riesentafeln über die Töchter des Chaos, die identisch mit den Platonischen Urkräften beziehungsweise Elementen sind. Durch die Hinweise in Bezug auf die Tafeln und ihre Fundorte stellen der Spieler und sein Onkel Jacques Moreau am Schluss im Chaostempel eine Falle auf, in die der wahre Übeltäter im Team hineinfällt, und lösen auf diese Weise den Fall.

### Orte des Spiels
Zeltlager
Das Zeltlager ist der erste Ort, an dem der Spieler in Gestalt von Jacques Neffen ankommt und an dem er sich mit Onkel Jacques Moreau unterhält. Dieser Platz ist auch der Ort, an dem sich das Zelt des Spielers befindet und an dem jedes der vier Kapitel des Spieles beginnt. Der Onkel selbst hat hier sein Campingzelt mit seinem wissenschaftlichen Arbeitsplatz und seinen Geräten.
Cenote
Die Cenote ist die riesige Karsthöhle der Baitaner, in der sich geheime Inschriften befinden und in der Georg Levinson und Jones ihren zugewiesenen Arbeitsbereich haben. Georg legte hierbei einen geheimen Gang zu den Inschriftplatten frei und sicherte den betroffenen Gang hierbei mit Teleskopdeckenstützen ab. Als der Neffe versehentlich einen Fallenmechanismus an den Deckenstützen auslöst, wird Jones darin verschüttet, so dass dieser jedoch darin überlebt. Von da an übernimmt Georg alleine die Leitung der Cenote und wird dabei teils von der zwielichtigen Forscherin Sara Fork und dem arroganten Charakter Taddeus Zech teilweise abgelöst. Außerdem befindet sich in der Cenote eine riesige Wasserapparatur, die mit Hilfe von Kristalltotenschädeln unterschiedlicher Farben programmierbar ist. Gegenüber dieser Apparatur befindet sich ein Aufzug, mit welcher der Spieler zur obersten Stelle der Cenote fahren kann.
Chaostempel
Der Chaostempel ist eine große Pyramide, in der die Archäologin Lisa Bogendorff arbeitet. In der Pyramide befinden sich Gleichungstafeln mit der Zahlenschrift der Baitaner, die der Spieler übersetzen muss. Außerdem befindet sich im Zentrum des Chaostempels eine große Orgel, die mit dem Geheimgang zur kostbarsten Schatzkammer der Baitaner in Verbindung steht. Am Ende des Spiels ergreifen Jacques Moreau und sein Neffe genau an diesem Ort den Täter, der mit Hilfe eines musikalischen Codes den Zugang zur Schatzkammer öffnet.
Wehrhafte Brücke
Die wehrhafte Brücke verknüpft das Digitenserkloster mit dem Analogitenkloster. Auf der Brücke arbeitet der Mechaniker Rudolf Pankraz; er stellt dem Spieler wichtiges Material zur Verfügung. Direkt neben ihm befindet sich ein Aufzug, der sowohl auf eine Aussichtsplattform mit einer Waage als auch in das Untergeschoss des Analogitenklosters führt. Auf der genannten Waage muss der Spieler die Kristallkugel wiegen und auf diese Weise Zugang zu einem geheimen Schlüssel bekommen.
Digitenserkloster
Das Digitenserkloster ist ein großes rechteckiges Steinkloster in Form eines großen dachlosen Turms. Es ist mit einer Steintür über eine Abakus-Apparatur gesichert. In diesem Kloster bewahrt der Übersetzer Jones seine Inventarsgegenstände und Unterlagen auf. Die Eingangshalle enthält außerdem ein riesiges Steindiagramm über das Morse-Alphabet. Das Untergeschoss des Digitenserklosters beherbergt eine Halle mit einem großen Kristallwasserbecken und eine Apparatur, mit der man über ein Zahlensystem die richtige Zusammensetzung des Wassers heraufbeschwören muss. Auf diese Weise muss ein Golem aus Kristall errichtet werden. Auf einem Balkon über der genannten Halle im Untergeschoss befindet sich ein Morse-Gerät, mit dem ein Lichtstrahl umgelenkt werden kann.
Analogitenkloster
Das Analogitenkloster ist ein großes rundes Steinkloster, das ebenso die Form eines großen Turms ohne Dach hat. Es ist auch mit einer Steintür gesichert, die durch das Lösen eines kombinatorischen Rätsels über ein Tabellenfeld geöffnet werden kann. Im Inneren des Analogitenklosters arbeitet Nathalie Cedrac und erforscht Dokumente. In dieser Eingangshalle befindet sich eine große Gongscheibe mit einem Huffman-Diagramm aus farbigen kleinen Kristallen. Am Ende dieser Halle befindet sich eine weitere Steintür, die mit der Übersetzung des Huffman-Codes zu öffnen ist. Dahinter befindet sich eine lange halbrunde Kellertreppe, die in das Untergeschoss des Klosters führt. Das Untergeschoss selbst ist ein langer unterirdischer Gang, der den Zugang zum Aufzug freigibt.
Chaosorden
Der Chaosorden ist eine asiatisch gestaltete Klosteranlage, die wie ein botanischer Garten gestaltet ist und aus mehreren Innenhöfen besteht. In dieser Gegend arbeitet auch Sara Fork, die heimtückische Pläne im Sinn hat. Der erste Innenhof hat zwei metallische Drachenstatuen, die beim Anschlagen musikalische Melodien von sich geben. Diese Melodien muss der Spieler in eine zylindrische Spieluhr einprogrammieren, um auf diese Weise die Tür zum zweiten Innenhof zu öffnen. In dieser Gegend muss der Spieler die geheime Kammer öffnen, in der sich der goldene Zylinder befindet.
Alte Mühle
Die alte Mühle ist eine kleine steinerne Mühle an einem breiten Fluss. Über eine Art Lochkartenmechanismus muss in der Mühle das Wasser zur Cenote übergeleitet werden. Das über spezielle Schlüssel gesicherte Untergeschoss der Mühle enthält zwei Räume. Neugierig wartet hier das esoterisch geprägte Teammitglied Erik Dennendahl auf den Neffen von Jacques. Der Neffe selbst wird in dieser Mühle von einer Giftschlange in einen Trance-Zustand befördert und erlebt hierbei in einer Vision die Geschichte der Baitaner. Danach muss der Spieler an derselben Stelle mit einem Roboter ein enges Labyrinth durchfahren und so den Zugang zum hintersten Raum des Untergeschosses freimachen. Dort finden der Spieler und Erik dann eine geheime Tafel vor.
Stadt in den Wolken
Die sogenannte Stadt in den Wolken ist eine sehr hohe Anhöhe auf der Insel der Baitaner mit einer gigantischen Kugelbahn aus mehreren Etagen. Dort arbeitet Taddeus Zech und begegnet den restlichen Teammitgliedern abweisend und arrogant. In der obersten Etage der Stadt in den Wolken befindet sich der Roboter für die Programmierung. Außerdem befindet sich dort ein Rätsel über das Prüfbit-Verfahren mit mehreren farbigen Kristallen in Brillantschliff. Die Lösung dieses Rätsels ermöglicht den Zugang in die tieferen Etagen, welche mit Hilfe von Schaltern nach und nach freigelegt werden müssen. In der untersten Etage befinden sich zwei halbrunde Hohlformen für zwei riesige Kugeln, die über die Kugelbahn mit Hilfe einer Apparatur zeitlich aufeinander abgestimmt werden müssen und zeitgleich in die Hohlformen gebracht werden müssen.
Observatorium
Das geheime Observatorium ist für den Spieler erst ganz am Schluss zugänglich und wird von diesem Spieler erst in der Nacht betreten. Es hat die Gestalt eines Amphitheaters und auf dem Bühnenplatz befindet sich eine große mysteriöse Erdkugel aus Metall. Diese Erdkugel muss mit Hilfe einer Code-Apparatur gedreht werden, damit auf diese Weise die finale Tafel zugänglich gemacht werden kann. Der Code für diese Apparatur muss mit Hilfe eines Kästchenrätsels über das Spiel des Lebens von John Horton Conway ermittelt werden.

## Spielprinzip und Technik
Informaticus ist ein Point-and-Click-Adventure, das aus der Egoperspektive gespielt wird. Die Spielwelt besteht aus vorgerenderten Standbildern, die Navigation innerhalb der Spielwelt erfolgt durch das Anklicken von Ausgängen mit der Maus. Am unteren Bildschirmrand ist ein grafisches Interface aufrufbar, das unter anderem das Inventar des Spielers und bereits ermittelte Sachverhalte verwaltet.
Der Spieler muss zum einen durch Kommunikation mit den Expeditionsteilnehmern deren Beziehungen zueinander ergründen und so den Verräter im Team identifizieren. Zum anderen enthält das Spiel zahlreiche Rätselaufgaben wie beispielsweise Gatter-Schaltungen, Prüfbit-Verfahren, ein Huffman-Diagramm, ein Rätsel über das Quinärsystem oder die Programmierung eines Roboters. Ein umfangreicher Lernteil in Form eines digitalen Wissensspeichers dient dabei als Hilfestellung und vermittelt Wissen über verschiedene Themengebiete der Informatik. Die Spielwelt wurde auf dem Lernstoff aufgebaut. Denn die baitanischen Tempel in diesem Spiel enthalten sehr viele Apparaturen mit Rätseln, die mit Hilfe der Informationstechnologie gelöst werden müssen. Einzelne Spielorte sind mittels einer Expeditionskarte erreichbar und haben thematisch jeweils eine informatische Kategorie als Schwerpunkt.

## Entwicklungs- und Veröffentlichungsgeschichte

### Produktion
Das Spiel Informaticus ist neben den beiden Spielen der Reihe Chemicus das einzige Heureka-Lernadventure-Game, das extern in diesem Fall vom Berliner Entwicklungsstudio bvm produziert wurde. Die Braingame Publishing GmbH von Wiesbaden ist der Hauptentwickler dieses Spiels. Das Produktmanagement und die Produktleitung wurden von Harry Zuber und Sascha Böhme übernommen. Der Drehbuchautor und Konzeptentwickler ist David Immanuel Richter, welcher auch der Drehbuchautor von Chemicus ist. Während Jan Schneider das Design der Landschaften im Spiel übernommen hat, ist Pauline Kortmann für die Grafiken im Lernteil zuständig gewesen. Die gezeigten fotorealistischen Szenen wurden zunächst skizziert und anschließend am Computer modelliert. Die Autoren des Lernteils waren David Immanuel Richter und Sven Hermann. Auch die Programmierung des Spiels wurde von Sven Hermann übernommen. Die Bildmontage hat ebenso Sascha Böhme durchgeführt. An der Erstellung von der Musik und den Soundtracks für Informaticus waren Jan Ullmann und Matthias Scheuer hauptverantwortlich.

### Musik
Die Musik in diesem Spiel wurde aus anderen Produktionen größtenteils übernommen. Mehr als sechs Soundtracks von den Orten des Spiels Informaticus stimmen mit den Soundtracks der Staffel Power Rangers Ninja Storm aus der Serie Power Rangers überein. Diese Tatsache trifft besonders auf die Cenote, das Digitenserkloster und das Analogitenkloster zu. Die meisten Soundtracks von Informaticus sind Abwandlungen der vom belgischen Komponisten und Fotografen Johan van Barel erstellten Soundtracks. Der Soundtrack beim Lernteil im digitalen Wissensspeicher ist mit dem Soundtrack aus dem kanadischen Film Swamp Devil nach 52 Minuten Filmzeit identisch. Die Musik des Abspanns stimmt mit dem Soundtrack der wehrhaften Brücke überein.

### Veröffentlichung
Das Spiel Informaticus wurde am 23. Oktober des Jahres 2003 veröffentlicht. Die unterstützten Plattformen für dieses Spiel sind MacOS und Windows. Die Unterhaltungssoftware Selbstkontrolle erteilte eine Freigabe ohne Altersbeschränkung.

## Rezeption
Das deutschsprachige Fachmagazin Adventure-Treff lobte die „äußerst schön anzusehende“ Grafik sowie das „gut gelöste und zudem ansehnliche“ Interface des Spiels; die Story sei außerdem „für ein Lernspiel gelungen“. Das Magazin kritisierte den hohen Anteil an „knüppelschweren“ Logikrätseln, die zwar zum Themenbereich Informatik dazugehörten, einem Nicht-Informatiker in so hoher Konzentration und Schwierigkeit Probleme bereiten würden. Für Kinder sei das Spiel damit ungeeignet. Das Reportagemagazin Geo notierte eine „spannende Geschichte“ rund um „geheimnisvolle Vorgänge“ und empfahl Informaticus als „spannenden Entschlüsselungs-Krimi“. Das Internetportal Wissen.de lobte „knackige Rätsel“, die in eine „packende Story“ eingebettet seien, sowie „interessante Anwendungen“, die die wichtigsten Grundlagen der Informatik anschaulich und spielerisch vermittelten.